# Grotte di Azokh
Le grotte di Azokh (anche Azykh) sono un complesso di cavità sotterranee ubicato nella regione Nagorno Karabakh nella  città di Hadrut, nei pressi del villaggio di Togh. Il sito risulta di interesse oltre che per ragioni geologiche e naturalistiche anche per essere stato accertato come luogo di dimora dell'uomo della pietra.

## Descrizione
Le prime intensive indagini risalgono agli anni sessanta allorché cominciarono le ricerche che confermarono come le grotte siano state una delle più antiche abitazioni proto umane in Eurasia.
Ossi umani riferibili all'Uomo di Neanderthal e databili a circa 300.000 anni fa furono trovati dall'archeologo azerbaigiano Mammadli Huseynov (1922-1994) nel 1968 e sono ora conservati all'Accademia delle Scienze di Baku.
Archeologi hanno ipotizzato che ulteriori ritrovamenti negli strati più bassi delle caverne possano essere riconducibili alla cultura pre acheuleana del Paleolitico Inferiore (750.000–1.500.000) e in alcuni casi simili a ritrovamenti avvenuti in Tanzania e Francia.
Nuove e più specifiche indagini furono portate avanti a partire dalla metà degli anni novanta. Ulteriori ed importanti ritrovamenti (resti umani e materiali) si ebbero nel 2002; in base a tali scoperte si può affermare che il sito è stato abitato da ominidi per quasi due milioni di anni.
Le grotte si compongono di sei “camere” collegate l'una all'altra da differenti passaggi. Le stesse presentano suggestive ed originali decorazioni pittoriche. In una delle sale sono stati rinvenuti resti dell'uomo di Mustryeryan con tre denti.
Complessivamente sono stati rinvenute oltre duemila ossa di quarantatré specie diverse di animali, utensili ed oggetti vari.

## Galleria d'immagini

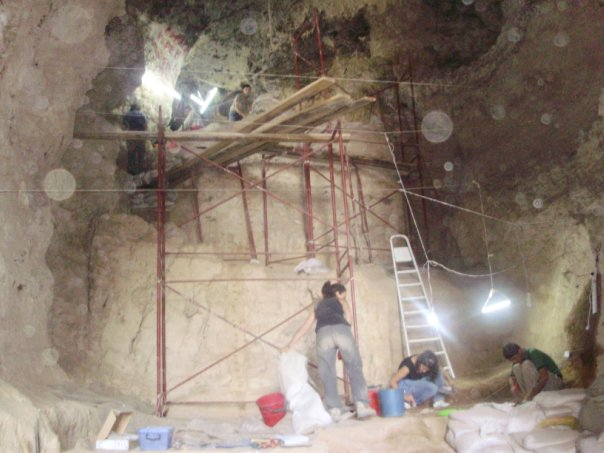
L'interno delle grotte
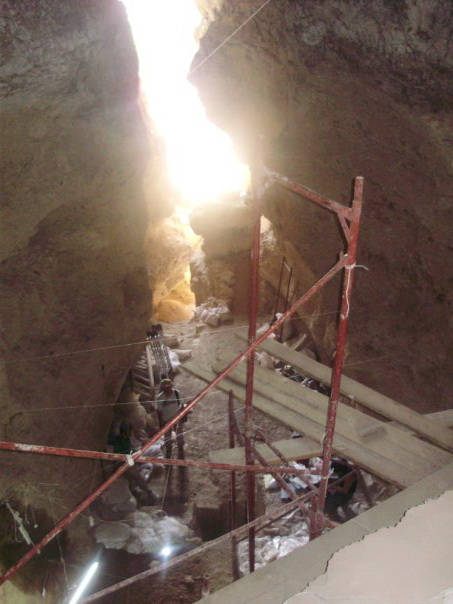
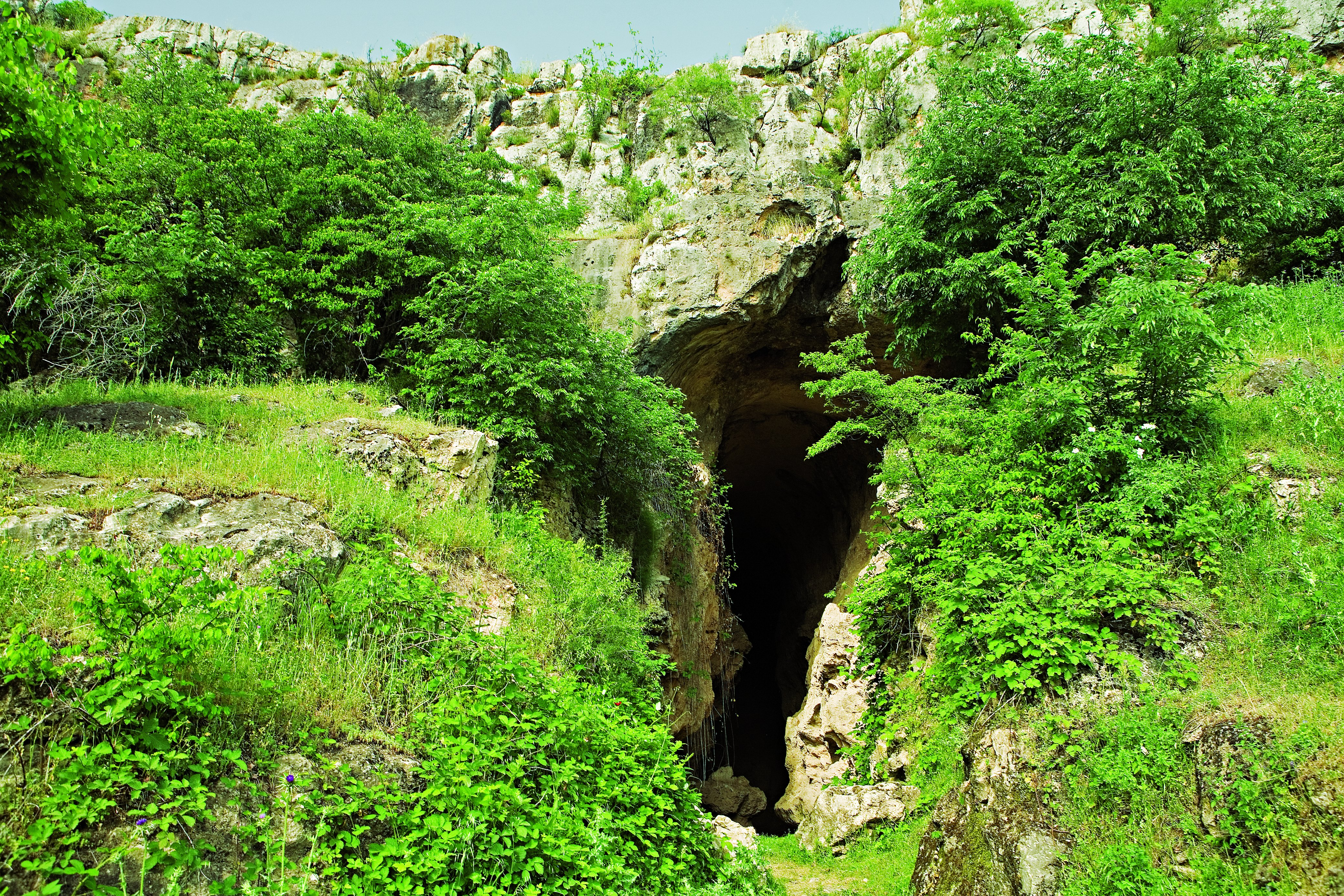
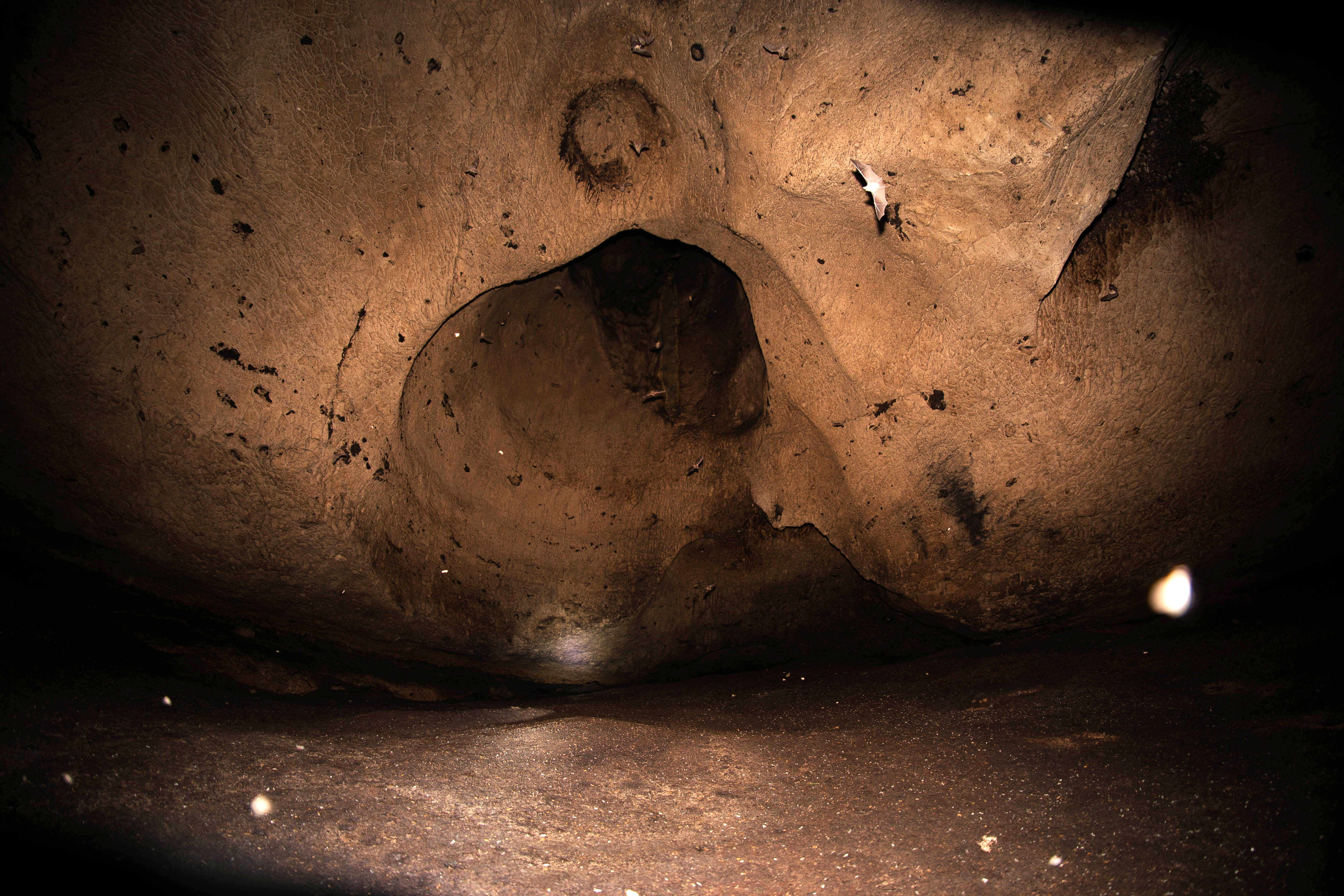
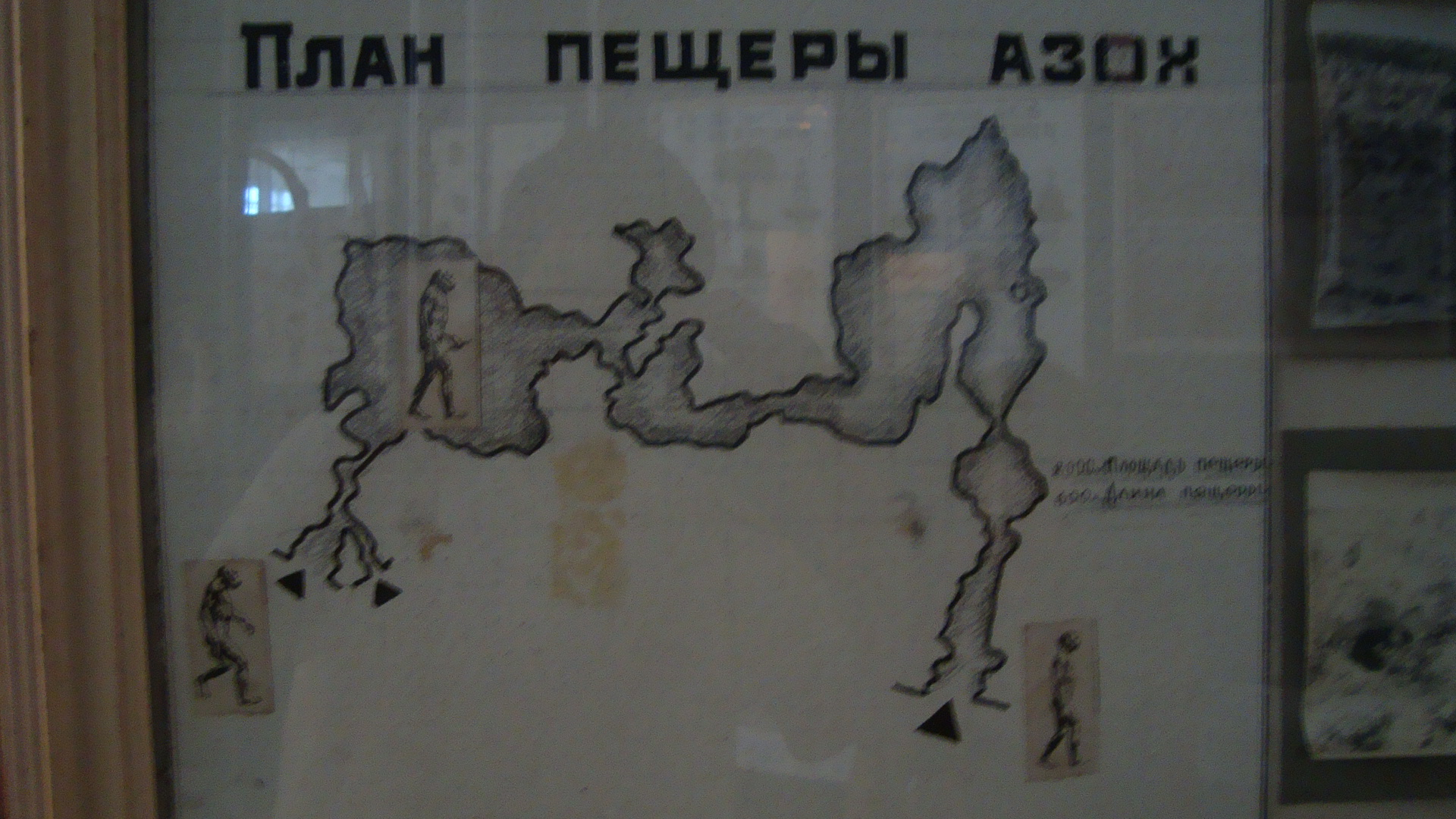
Sezione delle grotte
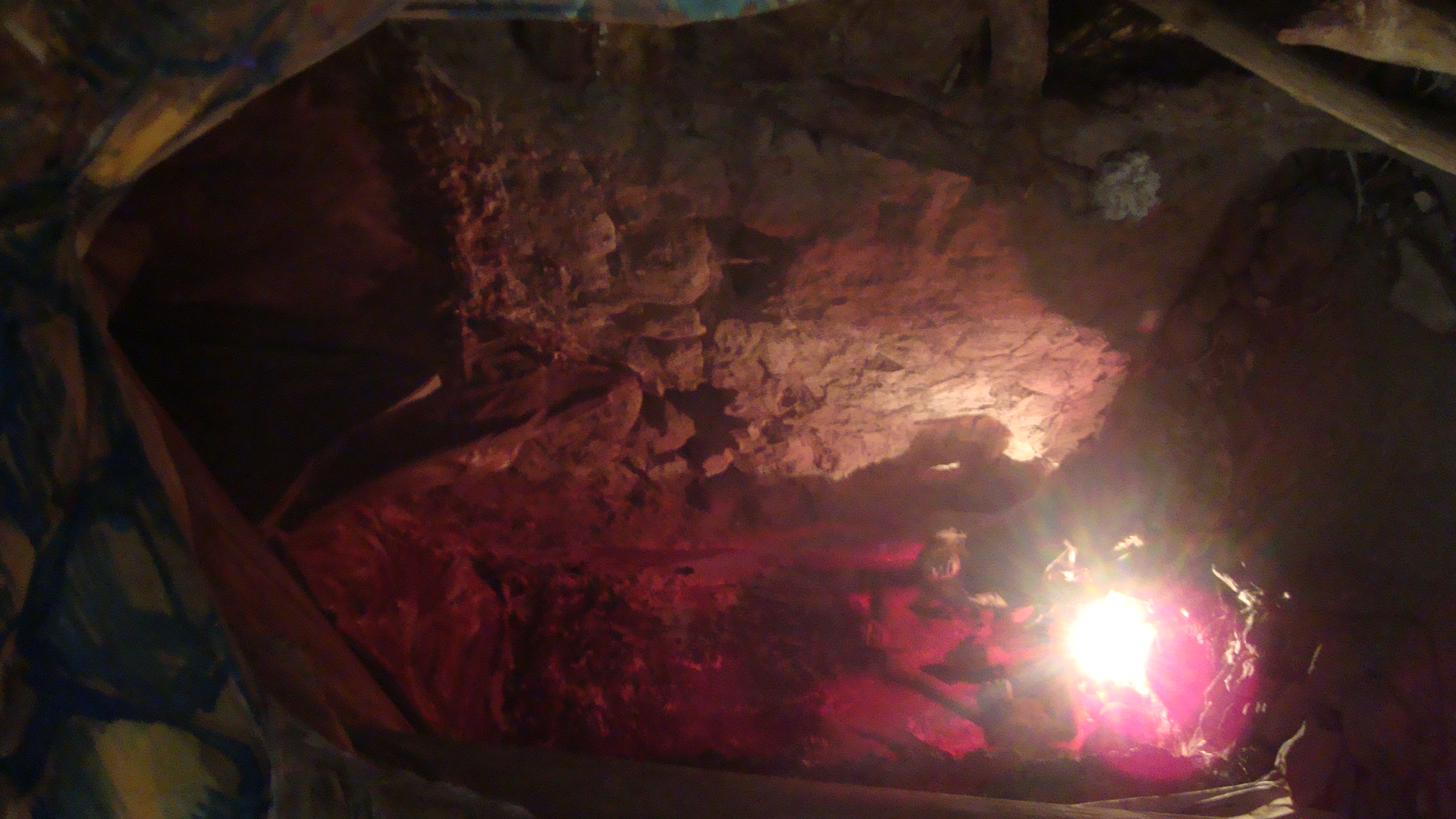
Villaggio di Azokh